# Compañero del Año de la NBA
El Compañero del Año de la NBA (Twyman–Stokes Teammate of the Year Award) es un premio anual otorgado por la NBA desde la temporada 2012-13.
Chauncey Billups fue el primer ganador del premio, entregado durante las Finales de la NBA de 2013.

## Jack Twyman y Maurice Stokes
El galardón recibe su nombre en honor a la historia de Jack Twyman y Maurice Stokes, quienes fueron compañeros de equipo en los Cincinnati Royals. El 12 de marzo de 1958 en Minneapolis, durante un partido que enfrentaba a los Royals contra los Minneapolis Lakers, Stokes cayó de forma violenta al parqué golpeándose en la cabeza y quedando inconsciente.
Tres días más tarde tuvo que ser trasladado a un hospital donde entró en coma y se le diagnosticó una encefalitis, aunque finalmente se trataba de una encefalopatía que afectó a su lenguaje y a su sistema motor. Stokes no podía costearse los gastos médicos ocasionados por su lesión, pero Twyman se convirtió en su representante legal, gestionando sus seguros médicos e incluso organizando un torneo de exhibición para recaudar fondos, en el que participaron jugadores como Elgin Baylor, Wilt Chamberlain u Oscar Robertson. Maurice Stokes falleció el 6 de abril de 1970 en Cincinnati (Ohio) a la edad de 36 años.

## Ganadores

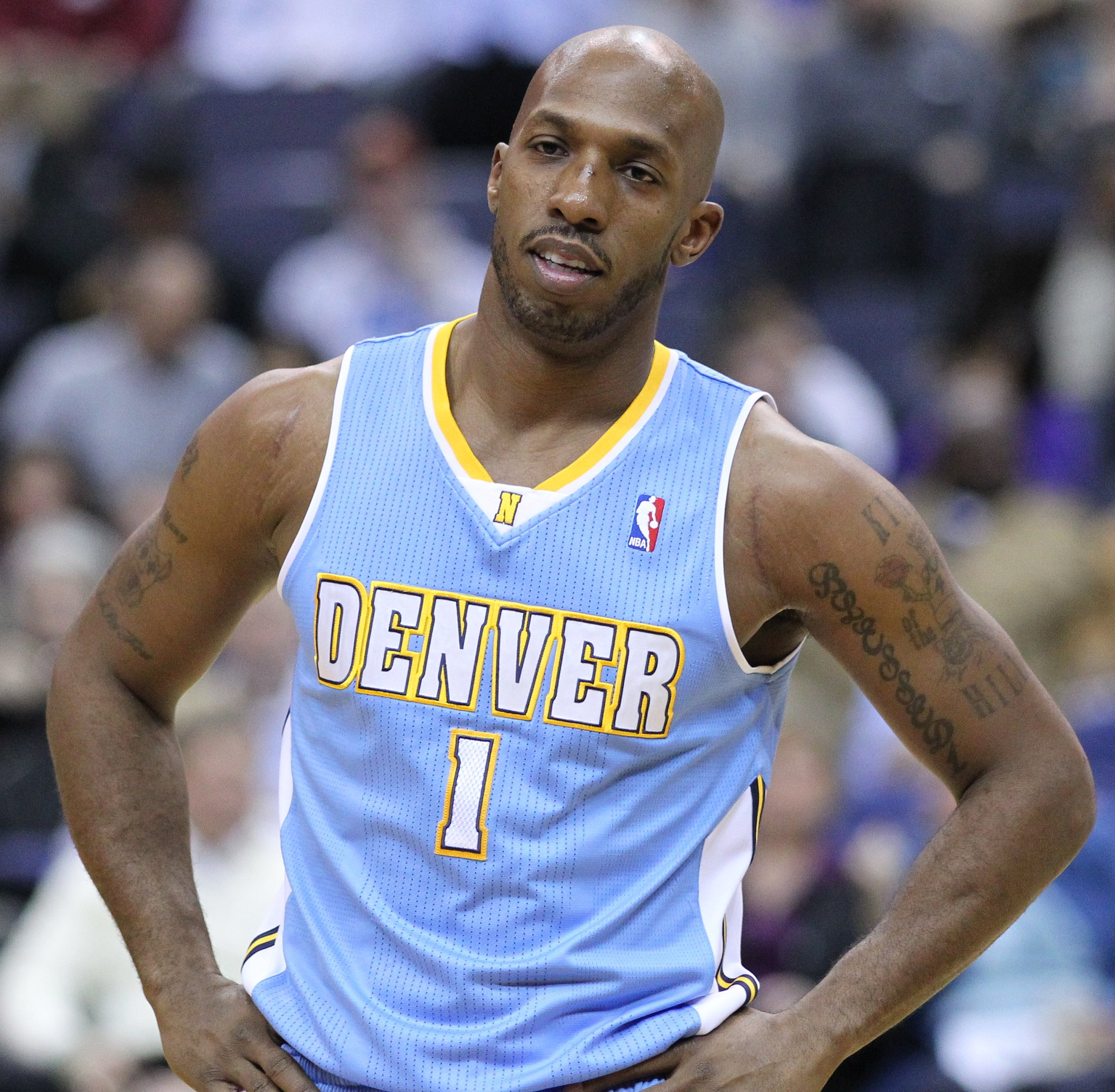
Chauncey Billups fue el primer ganador del premio.

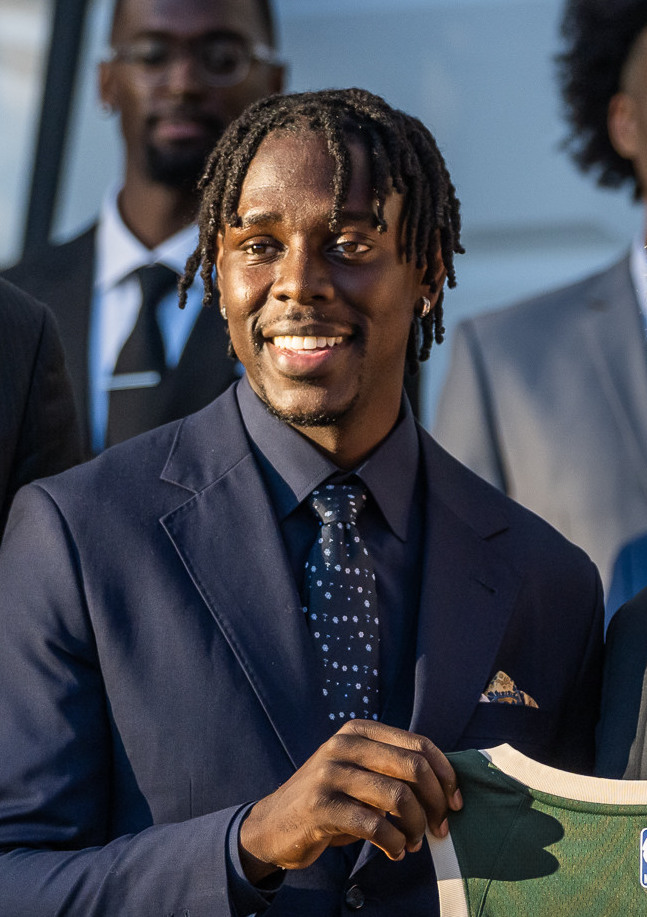
Jrue Holiday es el jugador con más premios (3).

|             | Jugador activo en la NBA                                       |
|             | Jugador miembro del Basketball Hall of Fame                    |
| Jugador (#) | Indica la cantidad de veces que un jugador ha ganado el premio |

| Temporada | Jugador              | Posición          | Nacionalidad   | Equipo                     | Ref.   |
| --------- | -------------------- | ----------------- | -------------- | -------------------------- | ------ |
| 2012-13   | Chauncey Billups     | Base / Escolta    | Estados Unidos | Los Angeles Clippers       | [ 2 ]  |
| 2013-14   | Shane Battier        | Alero             | Estados Unidos | Miami Heat                 | [ 4 ]  |
| 2014-15   | Tim Duncan           | Ala-Pívot / Pívot | Estados Unidos | San Antonio Spurs          | [ 5 ]  |
| 2015-16   | Vince Carter         | Escolta / Alero   | Estados Unidos | Memphis Grizzlies          | [ 6 ]  |
| 2016-17   | Dirk Nowitzki        | Ala-Pívot         | Alemania       | Dallas Mavericks           | [ 7 ]  |
| 2017-18   | Jamal Crawford       | Escolta           | Estados Unidos | Minnesota Timberwolves     | [ 8 ]  |
| 2018-19   | Mike Conley, Jr.     | Base              | Estados Unidos | Memphis Grizzlies (2)      | [ 9 ]  |
| 2019-20   | Jrue Holiday         | Base              | Estados Unidos | New Orleans Pelicans       | [ 10 ] |
| 2020-21   | Damian Lillard       | Base              | Estados Unidos | Portland Trail Blazers     | [ 11 ] |
| 2021-22   | Jrue Holiday (2)     | Base              | Estados Unidos | Milwaukee Bucks            | [ 12 ] |
| 2022-23   | Jrue Holiday (3)     | Base              | Estados Unidos | Milwaukee Bucks (2)        | [ 13 ] |
| 2023-24   | Mike Conley, Jr. (2) | Base              | Estados Unidos | Minnesota Timberwolves (2) | [ 14 ] |
| 2024-25   | Stephen Curry        | Base              | Estados Unidos | Golden State Warriors      | [ 15 ] |